# Why Women Kill
Why Women Kill is een Amerikaanse zwarte dramedy anthologieserie. De serie speelt zich af in verschillende tijdsperiodes. 

## Synopsis
Seizoen 1
Het eerste seizoen van de serie volgt drie vrouwen die in verschillende tijdsperiodes die in hetzelfde huis in Pasadena gewoond hebben. Huisvrouw Beth Ann Stanton is tevreden met haar leven als huisvrouw in 1963 tot ze ontdekt dat haar man Rob ontrouw is. Als zij ontdekt dat zijn overspel indirect de oorzaak van de dood van hun dochter is, besluit ze hem te vermoorden.  
In 1984 geniet Simone Grove van het leven bij de beau monde tot ze ontdekt dat haar derde echtgenoot Karl eigenlijk homoseksueel is. Als het blijkt dat Karl besmet is met aids, worden zij en Karl sociale paria's. Simone euthanaseert hem, nadat hij heeft verklaard dat hij niet verder, met aids, wil leven.  
In 2019 hebben advocate Taylor en haar man Eli een open huwelijk, dat echter op de proef komt te staan als ze beiden op dezelfde vrouw, Jade, verliefd worden. Jade's arglistige manier van het bespelen van Eli en te stoken tussen Taylor en hem zorgt voor Taylors wantrouwen. Na een confrontatie met Jade's ware identiteit vermoordt ze Jade.

## Rolverdeling

### Seizoen 1

#### Hoofdrollen
| Acteur                | Personage        | Periode |
| --------------------- | ---------------- | ------- |
| Ginnifer Goodwin      | Beth Ann Stanton | 1963    |
| Sam Jaeger            | Rob Stanton      | 1963    |
| Sadie Calvano         | April Warner     | 1963    |
| Lucy Liu              | Simone Grove     | 1984    |
| Jack Davenport        | Karl Grove       | 1984    |
| Kirby Howell-Baptiste | Taylor Harding   | 2019    |
| Alexandra Daddario    | Jade             | 2019    |
| Reid Scott            | Eli Cohen        | 2019    |

#### Bijrollen
| Acteur         | Personage      | Periode |
| -------------- | -------------- | ------- |
| Alicia Coppola | Sheila Mosconi | 1963    |
| Adam Ferrara   | Leo Mosconi    | 1963    |
| Lindsay Kraft  | Claire         | 1963    |
| Katie Finneran | Name Harte     | 1984    |
| Leo Howard     | Tommy Harte    | 1984    |
| Li Jun Li      | Amy Lin        | 1984    |
| Kevin Daniels  | Lamar          | 2019    |
| Kevin McNamara | Duke           | 2019    |

### Seizoen 2

#### Hoofdrollen
| Acteur           | Personage  |
| ---------------- | ---------- |
| Allison Tolman   | Alma       |
| Rachel Redleaf   | Jonge Alma |
| Lana Parrilla    | Rita       |
| B.K. Cannon      | Dee        |
| Jordane Christie | Vern       |
| Matthew Daddario | Scooter    |
| Veronica Falcón  | Catherine  |
| Nick Frost       | Bertram    |

#### Bijrollen
| Acteur            | Personage |
| ----------------- | --------- |
| Rachel Bay Jones  | Maisie    |
| Eileen Galindo    | Isabel    |
| Virginia Williams | Grace     |
| Jessica Phillips  | Joan      |
| Kerry O'Malley    | Mavis     |
| Cynthia Quiles    | Brenda    |
| Jack Davenport    | Verteller |